# Франсоа дьо Ларошфуко
Херцог Франсоа дьо Ларошфуко (на френски: François VI, duc de La Rochefoucauld, le Prince de Marcillac) е сред големите френски майстори на художествената проза.
Неговите „Максими“ представляват кратки афоризми от няколко реда всяка. Той е сатирик-изобличител – изповядва философия на отрицанието и неверието. Навсякъде вижда егоизъм, лицемерие, невежество, тъпота.
Ларошфуко е непримирим противник на абсолютизма, бори се против Ришельо и Мазарини.